# Замилон
Замило́н (англ. Mimivirus-dependent virus Zamilon, ранее Zamilon virophage) — вирофаг, поражающий амёбу Acanthamoeba polyphaga. Был выделен в 2013 году в Тунисе из образца почвы вместе с вирусом Mont1. Слово «замилон» в переводе с араб. — «сосед». Международный комитет по таксономии вирусов (ICTV) выделяет этот вирус в отдельный вид рода Sputnikvirus семейства Lavidaviridae. В 2015 году в Северной Америке был описан близкий к Замилону вирофаг, получивший название «Замилон 2».

## Структура и геном
Замилон представляет собой сферические частицы диаметром 50—60 нм и внешне похож на другие вирофаги, а именно Спутник и мавирус. Геном Замилона — это кольцевая молекула ДНК длиной 17 276 пар оснований (п. о.) с низким GC-составом (29,7 %), содержит 20 открытых рамок считывания (ORF) длиной от 222 до 2337 п. о. Геном Замилона значительно отличается от генома Спутника: у них идентичны 76 % нуклеотидов при покрытии генома Спутника на 75 %. Тем не менее, 17 ORF Замилона гомологичны генам Спутника, две ORF гомологичны генам Megavirus chiliensis, и одна ORF гомологична гену Moumouvirus monve. Среди предсказанных белков Замилона удалось идентифицировать транспозазу, хеликазу, интегразу, цистеиновую протеазу, ДНК-праймазу-полимеразу, а также АТФазы, упаковывающие ДНК в вирионы, мажорные и малые белки капсида, структурный белок и коллаген-подобный белок. Продукт шестой ORF очень похож на мажорный белок капсида Спутника, который содержит характерный структурный мотив «jelly-roll fold».

## Жизненный цикл
Как и у других вирофагов, репликация генома Замилона протекает в цитоплазме клетки-хозяина, точнее, в вирусной фабрике вируса-хозяина. Первоначально Замилон был выделен вместе с штаммом Mont1, входящим в семейство Mimiviridae. Впоследствии было показано, что вирусами-хозяевами для Замилона могут выступать штаммы Moumouvirus, Monve, Terra1 и Courdo11, также входящие в семейство Mimiviridae, но не мамавирус и мимивирус. В этом отношении Замилон отличается от Спутника, вирусом-хозяином которого может выступать любой член семейства Mimiviridae.
По-видимому, Замилон не оказывает сильного подавляющего действия на размножение вируса-хозяина и его способность вызывать лизис клеток амёб-хозяев. Хотя в присутствии Замилона у вируса-хозяина наблюдается высокая доля дефектных вирионов, подобное часто наблюдается и в отсутствие вирофага. Этим Замилон также отличается от Спутника, который снижает инфективность вируса-хозяина и подавляет лизис заражённых клеток.

## MIMIVIRE
В 2016 году появилось сообщение об обнаружении у мимивирусов группы А механизма, ответственного за устойчивость к вирофагу Замилон. Ключевым элементом этого механизма является генетическая система MIMIvirus VIrophage Resistant Element (MIMIVIRE), содержащая несколько вставок, соответствующих последовательностям из генома Замилона. Было высказано предположение, что система на основе MIMIVIRE функционирует подобно системам CRISPR/Cas, обеспечивающим защиту от вирусов у бактерий и архей: со вставок в геноме мимивируса синтезируются РНК, которые комплементарно связываются с геномами вирофага, приводя к их уничтожению. В пользу этого вывода говорят данные экспериментов по отключению MIMIVIRE. Однако у этой гипотезы существует ряд проблем. Неясно, например, каким образом система MIMIVIRE отличает вставки из генома вирофага в геном мимивируса от таких же последовательностей в геноме вирофага и избегает разрушения генома самого мимивируса. Предложен альтернативный механизм работы MIMIVIRE, в основе которого лежат не комплементарные взаимодействия нуклеиновых кислот, а белок-белковые взаимодействия.